# کلیسای جامع کازان، سن پترزبورگ

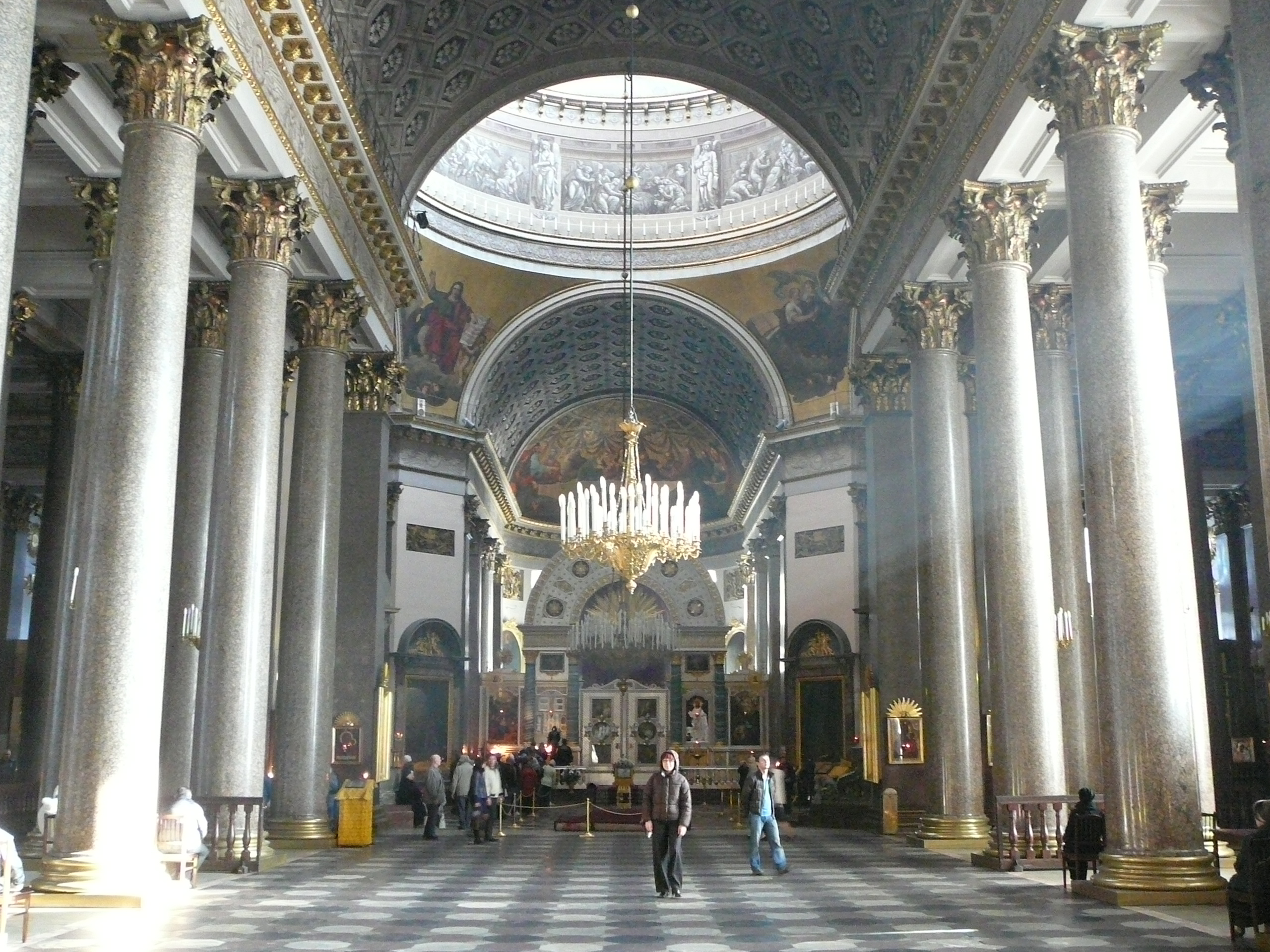
نمای داخلی

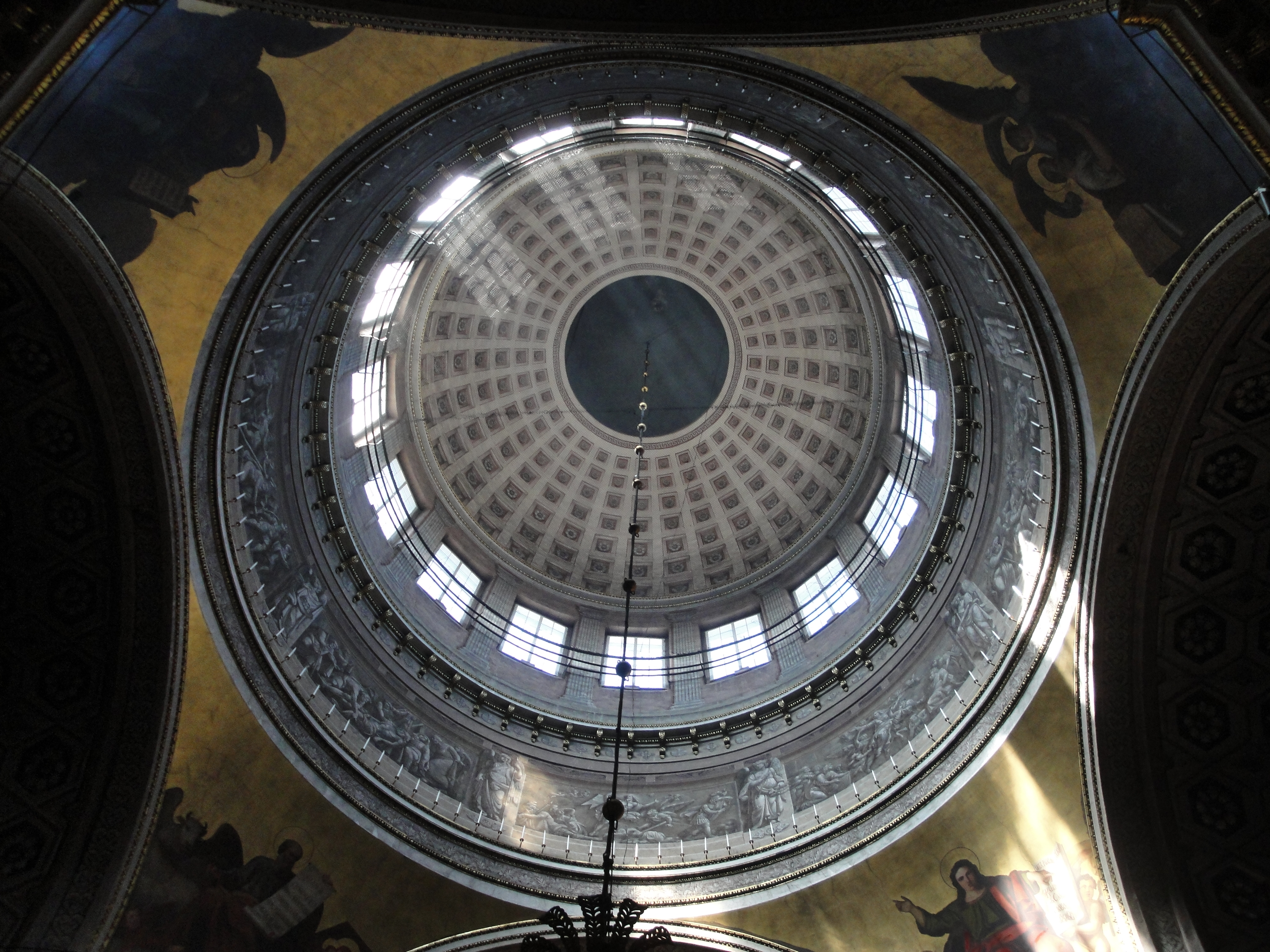
نمای داخلی گنبد

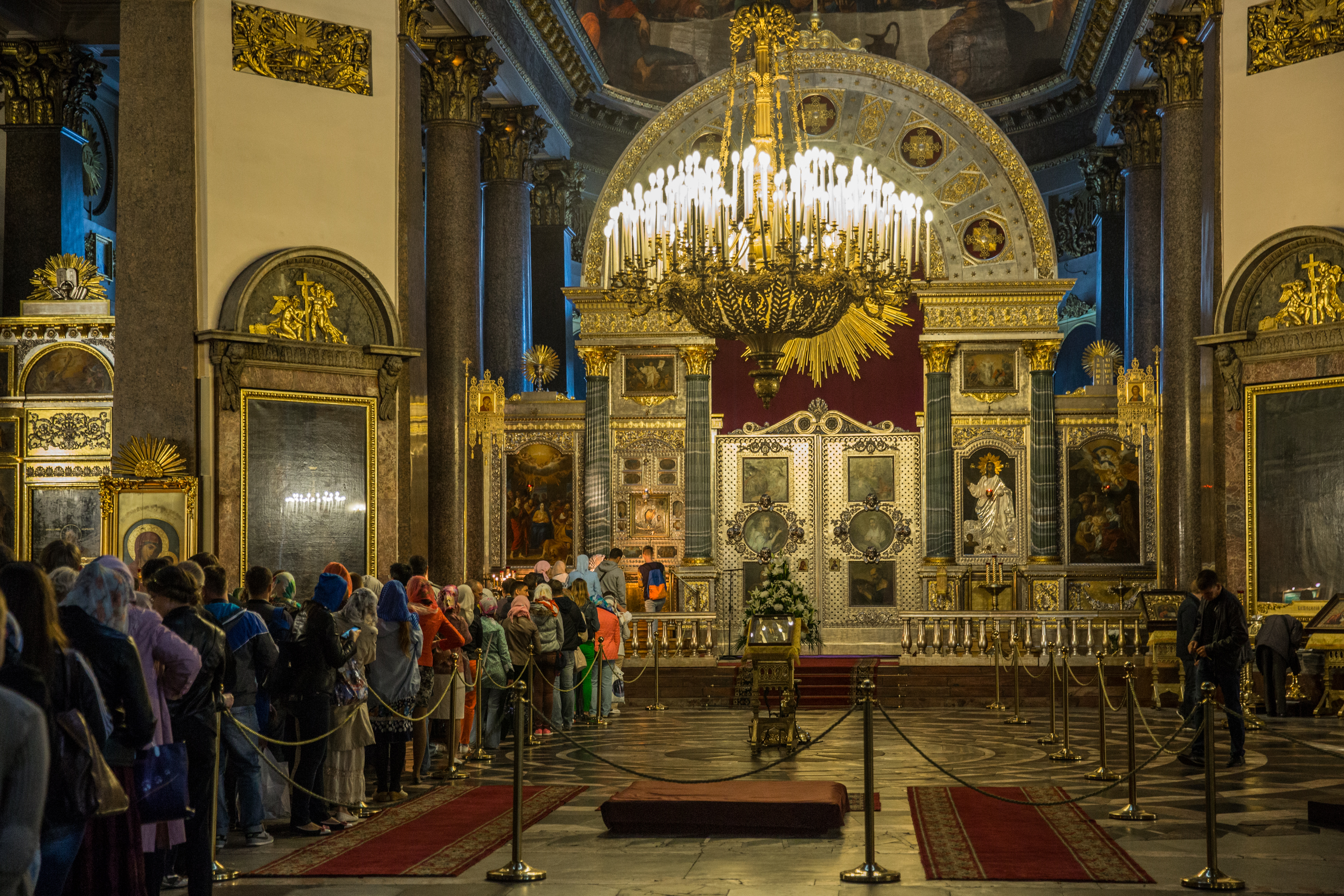
داخلی، مردم در نمادین

کلیسای جامع کازان، سن پترزبورگ، همچنین به عنوان کلیسای جامع بانوی ما از کازان معروف است، کلیسای جامع کلیسای ارتدکس روسیه در روانسوی نوسکی در سن پترزبورگ است. این اختصاص داده شده به  بانوی کازان، یکی از آیین‌های ارجمند در روسیه است.

## زمینه
ساخت کلیسای جامع در سال ۱۸۰۱ آغاز شد و به مدت ده سال تحت نظارت الکساندر سرگئیویچ استروگانوف ادامه یافت.  پس از اتمام آن در سال ۱۸۱۱، معبد جدید جایگزین کلیسای Theotokos شد، که هنگام تقدیم کلیسای جامع کازان از هم جدا شد.
معمار آندری ورونیخین این ساختمان را در کلیسای سنت پیتر در رم الگوبرداری کرد.  برخی از مورخان هنر ادعا می‌کنند که امپراتور پاول (پادشاهی ۱۸۰۱–۱۷۹۶) سلطنتی قصد داشت کلیسای مشابهی را در طرف دیگر چشم‌انداز نوسکی بسازد که آینه ای از کلیسای جامع کازان باشد، اما چنین نقشه‌هایی عملی نشدند.  اگرچه کلیسای ارتدکس روسیه از برنامه‌های ایجاد ماکت از یک ریحان بزرگ کاتولیک در پایتخت آن زمان روسیه به شدت مخالفت کرد، اما بسیاری از درباریان از طراحی سبک امپراتوری ورونیخین حمایت کردند.
پس از حمله ناپلئون به روسیه (۱۸۱۲) و فرمانده کل ارتش میخائیل کوتوزوف از بانوی کازان برای کمک خواست، هدف کلیسا را تغییر داد. پس از جنگ میهنی، روسها کلیسای جامع را عمدتاً به عنوان یادبود پیروزی خود در برابر ناپلئون می‌دیدند. خود کوتوتوف در سال ۱۸۱۳در کلیسای جامع تحت مداخله قرار گرفت؛ و الکساندر پوشکین خطوط مشهور را با تعمق در مورد آرامگاه خود نوشت. در سال ۱۸۱۵کلید به هفده نفر از شهرستانها و هشت قلعه توسط ارتش پیروزمند روسیه از اروپا آورده و در کلیسای جامع قرار داده شد. در سال ۱۸۳۷، بوریس اورلوفسکی دو مجسمه برنز Kutuzov و Barclay de Tolly را طراحی کرد که در مقابل کلیسای جامع قرار دارند.

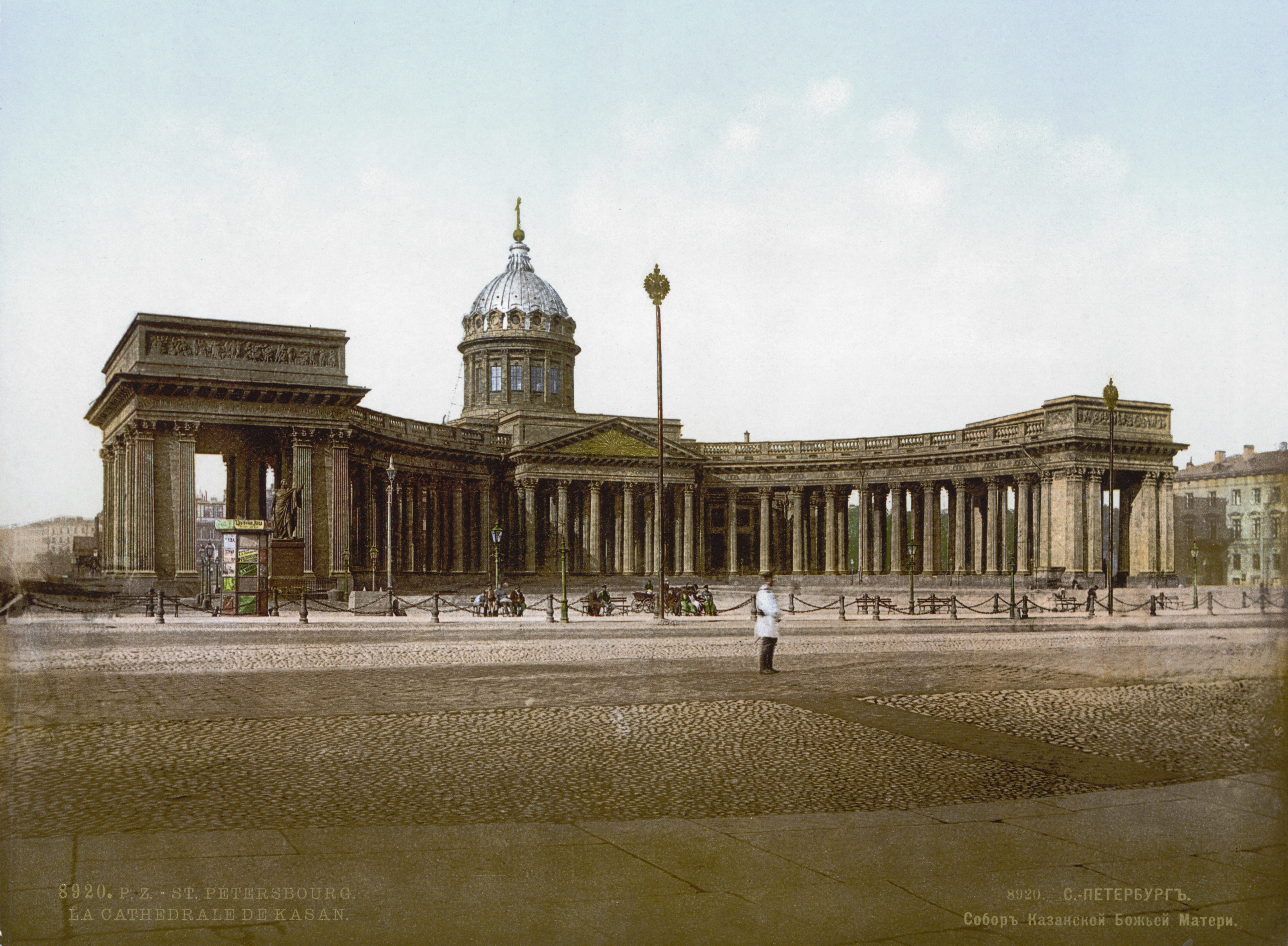
چاپ ۱۸۹۶فوتوکروم

در سال ۱۸۷۶ تظاهرات کازان، اولین تظاهرات سیاسی در روسیه، در مقابل کلیسا برگزار شد. پس از انقلاب روسیه در سال ۱۹۱۷، مقامات کلیسای جامع را بستند (ژانویه ۱۹۳۲). در نوامبر سال ۱۹۳۲ به عنوان «موزه تاریخ دین و الحاد» طرفدار مارکسیستی بازگشایی شد. یا به قول یکی از نویسندگان معاصر، طنزآمیزتر، «بزرگ‌ترین موزه ضد مذهبی لنینگراد»، با مومهای اسپانیایی تفتیش عقاید اسپانیایی کامل شده‌است. خدمات در سال ۱۹۹۲ از سر گرفته شد و چهار سال بعد کلیسای جامع به کلیسای ارتدکس روسیه بازگردانده شد. تا تاریخ ۲۰۱۷ آن را به عنوان کلیسای جامع مادرید کلان‌شهر St. پترزبورگ
داخلی کلیسای جامع، با ستون‌های متعدد آن، پژواک بیرونی ردیف ستون و یادآور یک سالن مجلل است، که ۶۹ طول و ۶۲ متر متر ارتفاع فضای داخلی مجسمه‌ها و نمادهای بی شماری ایجاد شده توسط بهترین هنرمندان روسی روز است. یک مشبک آهن فرفورژه که کلیسای جامع را از یک مربع کوچک در پشت آن جدا می‌کند، گاه به عنوان یکی از بهترین‌های ساخته شده تا کنون ذکر می‌شود.
درهای برنز بزرگ کلیسای جامع یکی از چهار نسخه از درهای اصلی باپتیستری در فلورانس، ایتالیا (سه مورد دیگر در کلیسای جامع گریس در سان فرانسیسکو، ایالات متحده، در موزه هنر نلسون-اتکینز در کانزاس سیتی، ایالات متحده قرار دارند).، و در خود باکتری فلورانس).
کلیسای جامع کازان الگویی برای سبک نئوکلاسیک کلیسای جامع هلسینکی، یکی از نمادهای دیدنی هلسینکی فنلاند به حساب می‌آید.